# Nymindegabmalerne
Nymindegabmalerne er en malerkoloni i Nymindegab fra ca. 1880 til ca. (1930) 1960. Nymindegabmalerne er langt mindre kendt end andre malerkolonier som Skagensmalerne, Fynboerne, Odsherredsmalerne, Egernsundmalerne og Worpswedemalerkolonien
Laurits Tuxen besøgte Nymindegab første gang i juni 1879 og var den første maler i Nymindegab; derefter fulgte G.F. Clement, Ludvig Find, Carl Frydensberg og Mogens Ballin. Tuxen, Clement og Find lejede sig ind på Nymindegab Kro i sommermånederne, hvorefter de rejste tilbage til København og færdiggjorde deres skitser til malerier. Disse tre malere var fortroppen og pionererne blandt Nymindegabmalerne.
I tiden omkring århundredeskiftet og frem til efter 1. verdenskrig var der 10-12 kunstnere som sommergæster i Nymindegab. Blandt disse var Oscar Matthiesen, Vilhelm Theodor Fischer, Maria Thymann, Marie Sandholt og Erik Henningsen. I mellemkrigsårene var en løsere gruppe tilknyttet Nymindegab: Niels Holbak, Marius Skov, Gotfred Rode og Niels Hansen.
Bagtroppen eller de yngre Nymindegabmalerne var Carl Trier Aagaard, Johannes V. Kristensen, Valdemar Lebel, Jakob Hüschmann med flere.
Fynboen Johannes Larsen opholdt sig også flere gange på egnen og fandt det rige fugleliv ved Filsø som en uudtømmelig kilde.